# Reserva natural Formosa
La reserva natural Formosa es una área natural protegida de 9005 ha, ubicada en el departamento Bermejo, al sudoeste de la provincia de Formosa en Argentina. Su categoría de manejo no ha sido expresamente asignada y sus límites no están demarcados en el terreno al no existir un plano de mensura. Un litigio con la provincia de Formosa podría reducirla a 4305 ha.

## Características generales
Hacia el norte el río Teuquito separa a la reserva natural Formosa de la Estancia La Florencia y de la reserva natural de usos múltiples Teuquito, que tiene 15 000 ha propiedad del Gobierno provincial. Hacia el sur el río Teuco la separa de la provincia del Chaco, siendo un límite que se modifica constantemente quedando partes de la reserva (según una mensura preliminar de 1994) al sur del río. Hacia el oeste limita con la Estancia La Florencia y hacia el este con la reserva de biosfera Riacho Teuquito (de 81 000 ha). La mitad este de la reserva natural integra desde 2000 el área núcleo de esta reserva de biosfera, conjuntamente con parte de la reserva natural de usos múltiples Teuquito. El límite oeste, que debe ser coincidente con el de los departamentos Matacos y Bermejo, es objeto de litigio con la provincia de Formosa, que lo sitúa 4000 m hacia el este. La diferencia en este límite reduciría la reserva natural en 4700 ha, de las cuales 4400 ha son reclamadas por la Estancia La Florencia y las 300 ha restantes pertenecerían a la reserva natural de usos múltiples Teuquito.
La reserva natural es atravesada por la ruta provincial 9. En el Paraje El Potrerito dentro de la reserva natural hay una escuela y 4 familias de las 5 familias (12 personas) que permanecen en la reserva natural Formosa. Estos pobladores crían vacas, cabras, ovejas, cerdos y gallinas. Tienen además algunos caballos, perros y gatos. Existen dos áreas de acampe (Sacha Camping y Camping Guaipo) dentro de la reserva natural y un vivero de plantas nativas. El Sendero Monte Adentro tiene dos tramos de 1300 m y 2000 m y cuenta con un mirador con vista a la vegetación ribereña del río Teuco. El Sendero interpretativo vehicular Tewúk I-Chot tiene 5500 m. El Mirador del Corte sobre la ruta provincial 9 permite observar el Madrejón del  Corte, un cauce abandonado del río Bermejo.

## Historia previa
En 1948 la Universidad Nacional de Tucumán instaló la Estación Biológica de Ingeniero Juárez en una fracción de campo donada por el entonces gobernador del territorio nacional de Formosa, Rolando de Hertelendy. En 1955 el encargado de la estación biológica, Luis De Gasperi, propuso la creación de una reserva nacional en una fracción de tierra fiscal de 100 000 en el área de la estación biológica.  
En 1967 el ingeniero Milan Dimitri y el biólogo Juan Daciuk proponen crear allí una reserva natural con objetivo dirigido.

## Creación y legislación
La provincia de Formosa donó al Estado Nacional mediante la ley n.º 358, sancionada y promulgada el 29 de diciembre de 1967, las tierras con destino a la creación de la reserva natural Formosa. La ley no cedió expresamente la jurisdicción provincial sobre el área, requisito necesario para establecer un parque nacional o una reserva nacional, pero lo hizo implícitamente al someterla al régimen de la ley nacional n.º 12103.

ARTÍCULO 1º.- Dónase al Estado Nacional las tierras ubicadas dentro de los siguientes límites: al Norte el Río Teuquito desde el límite del Departamento Matacos con el Departamento Bermejo, siguiendo su curso hasta la localidad de Lagunita; al Este desde la localidad de Lagunita siguiendo la huella que desde allí llega a la localidad de la Palmita hasta el cauce del Río Teuco; al Sur el cauce del Río Bermejo (Teuco) desde el último punto nombrado hasta el límite de los Departamentos Matacos y Bermejo y, al Oeste el límite de los Departamentos Matacos y Bermejo desde el Río Bermejo hasta su cruce con el Teuquito, con destino a la creación de la RESERVA NATURAL FORMOSA que quedará sometida al Régimen de la Ley Nacional Nº 12.103.-

La reserva natural Formosa fue creada mediante la ley n.º 17916 sancionada y promulgada el 27 de septiembre de 1968:

Artículo 1 - Acéptase la donación efectuada por la provincia de Formosa mediante la ley 358 del 29 de diciembre de 1967 y créase la Reserva Natural Formosa en la provincia del mismo nombre, cuyos límites serán: al Norte el Río Teuquito, desde el límite del Departamento Matacos con el Departamento Bermejo, siguiendo su curso hasta la localidad de Lagunita; al Este desde la localidad de Lagunita siguiendo la huella que desde allí llega a la localidad de La Palmita hasta el cauce del Río Teuco; al Sur, el cauce del Río Bermejo (Teuco) desde el último punto nombrado hasta el límite de los Departamentos Matacos y Bermejo y, al Oeste el límite de los Departamentos Matacos y Bermejo, desde el Río Bermejo hasta su cruce con el Teuquito.
 Artículo 2 - Sométese la "Reserva Natural Formosa" al régimen de la ley 12103.

La creación de la reserva natural Formosa tuvo la particularidad de que no le fue asignada ninguna de las dos categorías de manejo existentes en la ley n.º 12103: parque nacional y reserva nacional. Estas categorías tampoco estaban definidas como diferentes en la ley, ya que las reservas nacionales estaban entonces concebidas como afectación administrativa de un área a la futura creación de un parque nacional. Los nota adjunta al proyecto de ley de creación la asimilan a un parque nacional:

Será una reserva integral, enteramente cercada, libre de pobladores, de haciendas y de cualquier otro tipo de explotación, donde podrán realizarse investigaciones ecológicas y arribarse a interesantes conclusiones.

La ley n.º 12103 fue reemplazada por la ley n.° 22351, sancionada y promulgada el 4 de noviembre de 1980, que creó el Sistema Nacional de Áreas Protegidas (SNAP), definiendo 3 categorías de manejo: parque nacional, reserva nacional y monumento nacional. La reserva natural Formosa fue mencionada en la ley como integrante del SNAP sin especificar a qué categoría fue asignada y sin haber sido constituida en el terreno.

ARTICULO 32. — A los fines de esta ley y en razón de las reservas oportunamente dispuestas por el Estado Nacional o cesión de dominio y jurisdicción de las respectivas provincias, integran a la fecha el sistema de Parques Nacionales, Monumentos Naturales y Reservas Nacionales, sin perjuicio de los que se incorporen en el futuro, los siguientes: (...) 19.- RESERVA NATURAL FORMOSA (Ley 17.916)

Entre 1980 y 1984 el Gobierno de Formosa construyó, sin consultar a la Administración de Parques Nacionales (APN), un canal derivador de 5500 m desde el río Teuco al río Teuquito para abastecer a la localidad de Laguna Yema, dividiendo en dos a la reserva y causando un impacto ambiental al eliminar 10 ha de bosque nativo, usar 70 ha con taludes de tierra y ser una barrera de desplazamiento. El canal quedó poco después en desuso por colmatación y fue puesto de nuevo en funcionamiento en 1994.
La APN comenzó a enviar desde el parque nacional Río Pilcomayo comisiones temporales de guardaparques a la reserva natural en 1985 y al año siguiente asignó un guardaparque permanente sin residencia en el área protegida. En 1991 se construyeron las primeras instalaciones que permitieron la ocupación efectiva por la APN. 
En 2017 fue presentado un plan de gestión para la reserva natural Formosa.

## Flora y fauna
Ubicada en la ribera norte del río Bermejo, la reserva comprende parte de la ecorregión del Chaco seco, con una flora peculiar y diversificada. En la zona aneja al curso del río la vegetación forma un monte denso y difícil de transitar, cuyas especies principales son el algarrobo blanco (Prosopis chilensis), la zarzamora (Rubus boliviense), el palo amarillo (Phyllostylon rhamnoides), el palo bolilla (Chorisia insignis) y el zapallo caspi (Pisonia ambigua). 
Un importante segmento de la zona baja entre el Bermejo y el río Teuquito está cubierta por la única muestra protegida en Argentina de bosques de palo santo (Bulnesia sarmientoi), una especie casi exterminada por la industria maderera en las regiones no protegidas por el gran valor de su madera, apreciada en ebanistería. En el sotobosque de estas formaciones abundan cactáceas como el ucle (Cereus validus) y el cardón (Stetsonia coryne), que constituían uno de los recursos alimentarios más importantes de la etnia wichí. Las zonas inundables, finalmente, albergan bosques de sauce criollo (Salix humboldtiana) y de palo bobo o aliso de río (Tessaria integrifolia).
La protección otorgada a la zona ha permitido la conservación de algunas especies hoy en grave peligro; existe una población apreciable de osos hormigueros de bandera (Myrmecophaga tridactyla), y es posible encontrar los únicos ejemplares en libertad de tatú carreta (Priodontes maximus, el más grande de los armadillos hoy existentes) que aún habitan en la Argentina. El guazuncho o corzuela parda (Mazama gouazoubira) y el pecarí o chancho moro (Tayassu pecari) abundan en la zona de monte, mientras que la costa alberga al osito lavador (Procyon cancrivorus) y el carpincho (Hydrochoerus hydrochaeris). La avifauna incluye al loro hablador (Amazona aestiva), las charatas (Ortalis canicollis) y el carpintero de los cardones (Melanerpes cactorum) en los bosques, y al chajá (Chauna torquata), patos y garzas en las inmediaciones de los cursos de agua. A ellas se suman las dos especies de murciélago pescador (Noctilio spp.), difíciles de observar por su hábito nocturno y otras aves pequeñas como la viudita chaqueña (Knipolegus striaticeps), el chororó (Taraba major), el hornerito copetón (Furnarius cristatus), el trepador gigante (Xiphocolaptes major) y el fueguero común (Piranga flava). Algunos ejemplares de yacaré ñato (Caiman yacare) se refugian en el Bermejo.

## Administración
Por resolución n.º 126/2011 de la Administración de Parques Nacionales de 19 de mayo de 2011 se dispuso que la reserva natural encuadrara para los fines administrativos en la categoría áreas protegidas de complejidad III, por lo cual tiene a su frente un intendente designado, del que dependen 4 departamentos (Administración; Obras y Mantenimiento; Guardaparques Nacionales; Conservación y Uso Público) y la división de Despacho y Mesa de Entradas, Salidas, y Notificaciones. La intendencia tiene su sede en la ciudad de Ingeniero Juárez a 52 km de la reserva.